# Jost von Venningen

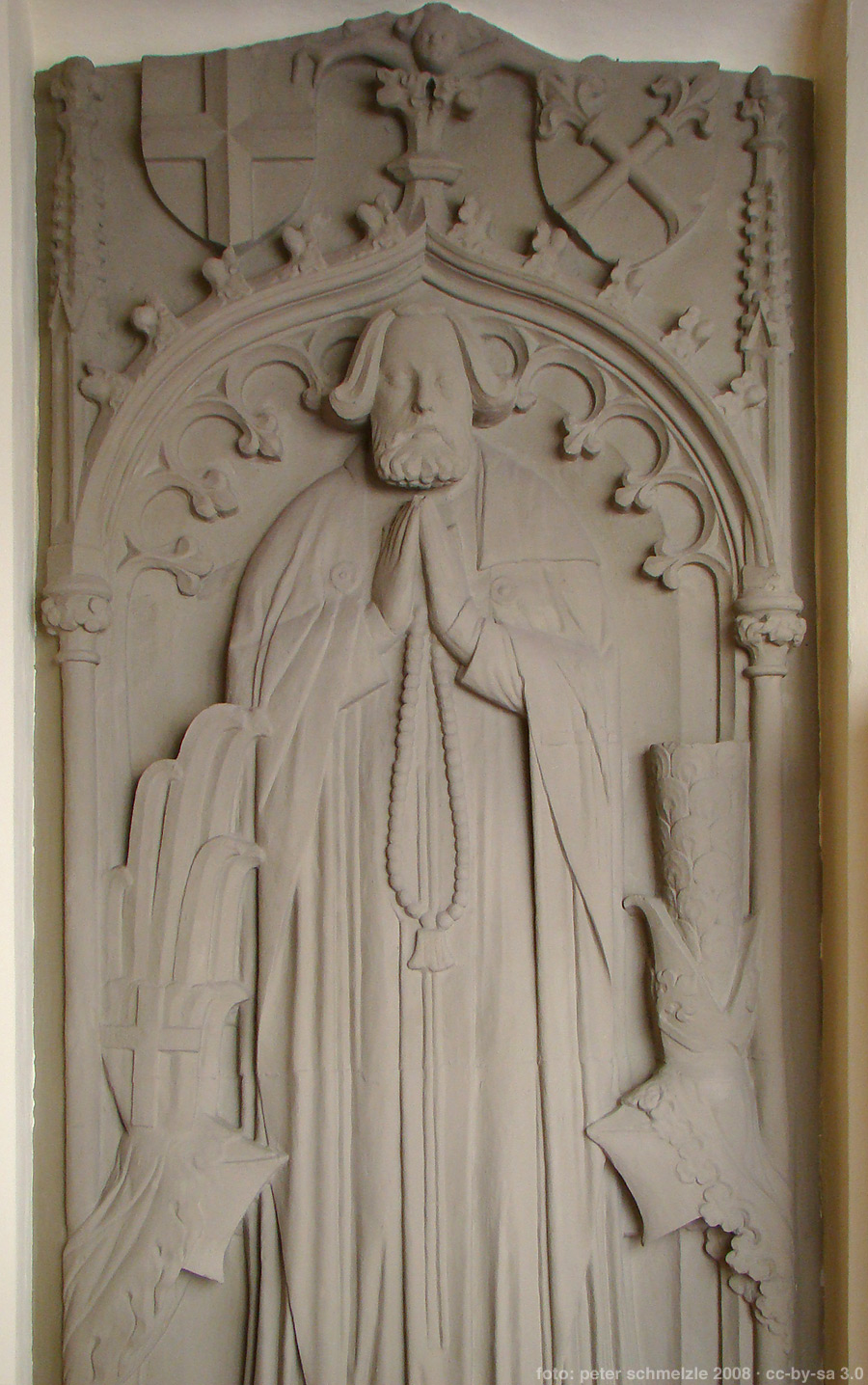
Gipsabguss des Grabsteins für Deutschmeister Jost von Venningen in Schloss Horneck in Gundelsheim

Jost von Venningen († 1455) war ein Reichsritter aus der Familie der Herren von Venningen. Er war von 1447 bis 1454 Deutschmeister des Deutschen Ordens.

## Familie
Jost von Venningen stammte aus dem linken Neidensteiner Familienzweig und war der dritte Sohn des pfälzischen Hofmeisters Johann von Venningen († 1432) und der Margret von Zeiskam, mit der der Vater in erster Ehe verheiratet war.

## Leben
Jost von Venningen wurde ab 1437 Komtur in Mergentheim und ab 1447 Deutschmeister des Deutschen Ordens. Dieses Amt hatte er bis 1454 inne und danach diente er dem Kurfürsten von der Pfalz Friedrich I. als Ratgeber und Mitglied des Hofgerichts in Heidelberg.